# Beñat Turrientes
Beñat Turrientes, né le 31 janvier 2002 à Beasain en Espagne, est un footballeur espagnol qui évolue au poste de milieu central à la Real Sociedad.

## Biographie

### En club
Né à Beasain en Espagne, Beñat Turrientes est formé par la Real Sociedad, qu'il rejoint à l'âge de 12 ans. Le 20 septembre 2019, Turrientes prolonge son contrat avec son club formateur jusqu'en juin 2025,.
Sous la direction de Xabi Alonso, Turrientes participe à la montée de l'équipe B en deuxième division espagnole à l'issue de la saison 2020-2021. Turrientes joue son premier match de deuxième division le 21 août 2021 contre le CD Lugo. Il est titularisé et les deux équipes se neutralisent (0-0),.
Le 26 septembre 2021, l'entraîneur Imanol Alguacil lui donne sa chance en équipe première en le titularisant contre l'Elche CF, lors d'un match de Liga. La rencontre se solde par la victoire de la Real Sociedad sur le score de un but à zéro. Il inscrit son premier but lors d'une rencontre de coupe d'Espagne face au Zamora CF avec la Real Sociedad. Entré en jeu à la place d'Adnan Januzaj, il participe à la victoire de son équipe par trois buts à zéro.
En juillet 2022, Turrientes prolonge son contrat avec la Real Sociedad jusqu'en juin 2027.

### En sélection
Avec les moins de 17 ans, il inscrit un but contre l'Ukraine, le 31 mars 2019. Ce match gagné 0-1 rentre dans le cadre des éliminatoires du championnat d'Europe. Il participe quelques semaines plus tard à la phase finale du championnat d'Europe, organisée en Irlande. Lors de cette compétition, il joue quatre matchs. L'Espagne s'incline en demi-finale face aux Pays-Bas.
Il dispute ensuite quelques mois plus tard la Coupe du monde des moins de 17 ans qui se déroule au Brésil. Lors du mondial junior, il joue cinq matchs. L'Espagne s'incline en quart de finale face à la France, après une lourde défaite (1-6).
Beñat Turrientes est convoqué pour la première fois avec l'équipe d'Espagne espoirs en août 2021. Il joue son premier match avec les espoirs le 3 septembre 2021, face à la Russie. Il est titularisé lors de cette rencontre remportée par les espagnols (4-1 score final). 
Il inscrit son premier but avec les espoirs le 25 mars 2022, contre la Lituanie. Titulaire, il participe à la large victoire de son équipe par huit buts à zéro. Le 11 septembre 2023, Turrientes se fait remarquer avec les espoirs en marquant face à l'Écosse. Entré en jeu à la place de Gabri Veiga, il donne la victoire à son équipe en étant l'unique buteur de la rencontre.

### Statistiques
Le tableau ci-dessous retrace la carrière de Beñat Turrientes depuis ses débuts :

### Statistiques détaillées
| Saison                | Club                  | Championnat           | Championnat | Championnat | Coupe(s) nationale(s) | Coupe(s) nationale(s) | Compétition(s) continentale(s) | Compétition(s) continentale(s) | Compétition(s) continentale(s) | Total | Total |
| Saison                | Club                  | Division              | M.          | B.          | M.                    | B.                    | Comp.                          | M.                             | B.                             | M.    | B.    |
| 2021-2022             | Real Sociedad         | Liga                  | 8           | 0           | 1                     | 1                     | C3                             | 4                              | 0                              | 13    | 1     |
| 2022-2023             | Real Sociedad         | Liga                  | 6           | 0           | 1                     | 0                     | C3                             | 6                              | 0                              | 13    | 0     |
| 2023-2024             | Real Sociedad         | Liga                  | 25          | 0           | 6                     | 0                     | C1                             | 6                              | 0                              | 37    | 0     |
| Total sur la carrière | Total sur la carrière | Total sur la carrière | 39          | 0           | 8                     | 1                     | -                              | 16                             | 0                              | 63    | 1     |